# Eriastrum hooveri
Eriastrum hooveri là một loài thực vật có hoa trong họ Polemoniaceae. Loài này được (Jeps.) H.Mason mô tả khoa học đầu tiên năm 1945.